# Svartgessi (naturreservat)
Svartgessi är ett naturreservat kring sjön Svartgessi i Älvdalens kommun i Dalarnas län.
Området är naturskyddat sedan 2011 och är 160 hektar stort. Reservatet består av talldominerad skog med myrar och tjärnar i norr.